# AKA... What a Life!
"AKA... What a Life!" - пісня англійського рок-гурту Noel Gallagher's High Flying Birds, яка була випущена на особистому лейблі фронтмена Ноеля Галлахера  Sour Mash Records. Продюсером став Дейв Сарді, який співпрацював з колишньою групою співака Oasis.
Після успіху попереднього синглу "The Death of You and Me", "AKA... What a Life!" став доступним для завантаження 9 вересня 2011 року. Тим часом у Північній Америці 31 серпня вийшов інший сингл для завантаження "If I Had a Gun...". 17 жовтня пісня вийшла на матеріальних носіях.

## Список композиций
- Сингл, грамофонна платівка

1. "AKA... What a Life!" - 4:27
2. "Let the Lord Shine a Light On Me" - 4:15

- Цифрове завантаження

1. "AKA... What a Life!" - 4:24
2. "Let the Lord Shine a Light On Me" - 4:15
3. "AKA... What a Life!" (музичне відео)[1]

## Позиції в хіт-парадах
| Чарт (2011)                               | Найвища позиція |
| ----------------------------------------- | --------------- |
| Шотландія (The Official Charts Company)   | 15              |
| Велика Британія (UK Indie Chart)          | 3               |
| Велика Британія (Official Charts Company) | 20              |